# Neil MacCormick
Sir Neil MacCormick, škotski politik, poslanec, filozof, pedagog, odvetnik in akademik,* 27. maj 1941, † 2009.